# Irajá
Irajá é um bairro da Zona Norte do município do Rio de Janeiro, no estado do Rio de Janeiro, no Brasil. É cortado pela Avenida Brasil e pela Avenida Pastor Martin Luther King Jr., em paralela com a Linha 2 do Metrô do Rio de Janeiro. É um bairro de porte médio, com quase 100 000 habitantes. Faz limite com os bairros de Brás de Pina, Vila da Penha, Vicente de Carvalho, Vaz Lobo, Turiaçu, Rocha Miranda, Colégio, Coelho Neto, Acari, Pavuna, Parque Colúmbia, Jardim América, Vigário Geral, Parada de Lucas, Cordovil e Vista Alegre. Seu índice de desenvolvimento humano, no ano 2000, era de 0,798, o 95º melhor do município do Rio de Janeiro.

## Topônimo
O significado de "Irajá", segundo Teodoro Sampaio, é "o mel brota". A etimologia proposta por Eduardo Navarro é semelhante: "que está repleto de mel", através da junção de eíra (mel) e îá (totalidade, repleção). A região de Irajá, como quase todo o território do atual município do Rio de Janeiro, era habitada pelos índios tupinambás. Existe um registro histórico de uma aldeia tupinambá na zona norte do Rio de Janeiro com o nome "Irajá". Para Frederico Edelweiss, o significado é "êmulo de papa-mel", por meio da composição entre eîrara ("irara") e îá ("semelhante a"), afirmando se tratar do nome de algum chefe tupinambá, que passou à aldeia. Teodoro Fernandes Sampaio se referiu ao vocábulo irajá e à abelha maduriá tendo, como base, a etimologia do nome de uma localidade homônima no sul do Brasil.[carece de fontes?]

## História

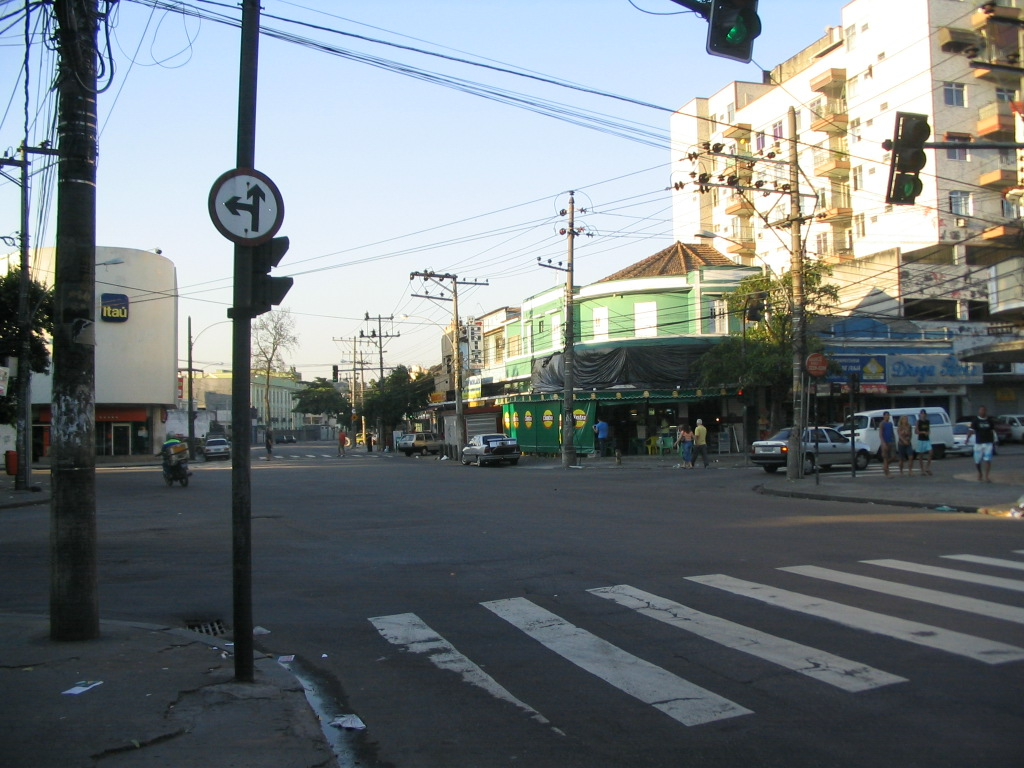
Centro de Irajá (Avenida Monsenhor Felix, Estrada Padre Roser, Estrada Coronel Vieira); ao fundo, igreja batista

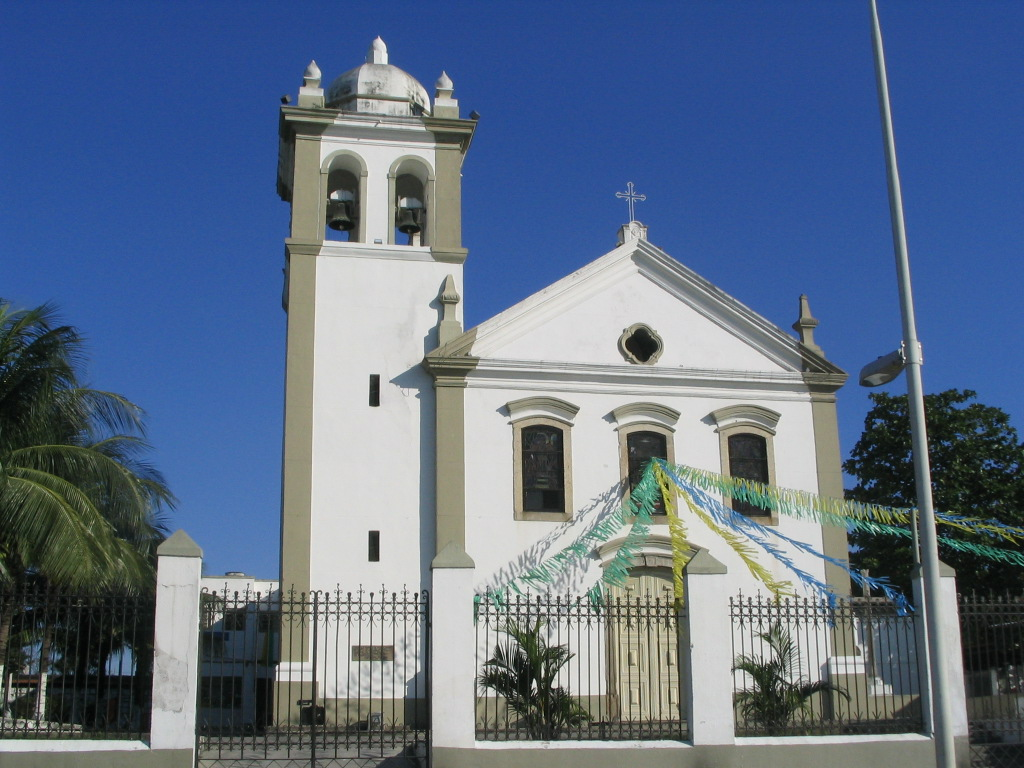
Igreja de Nossa Senhora da Apresentação, em torno da qual foi formado o bairro

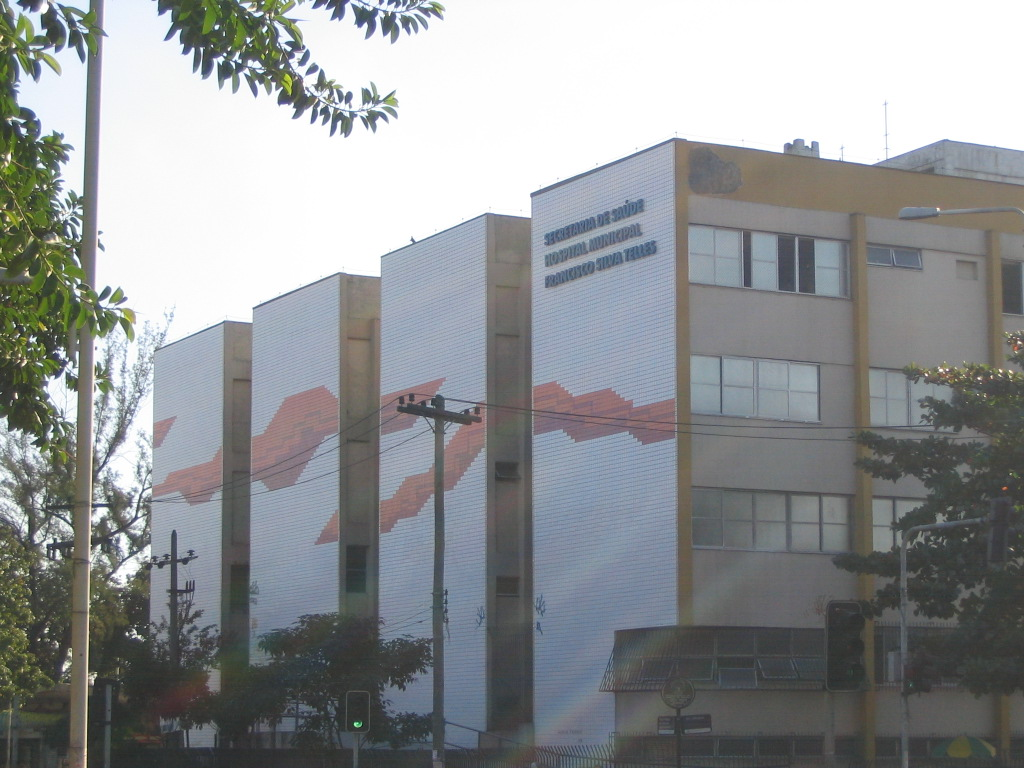
Hospital Municipal Francisco Silva Telles, na Praça Nossa Senhora da Apresentação

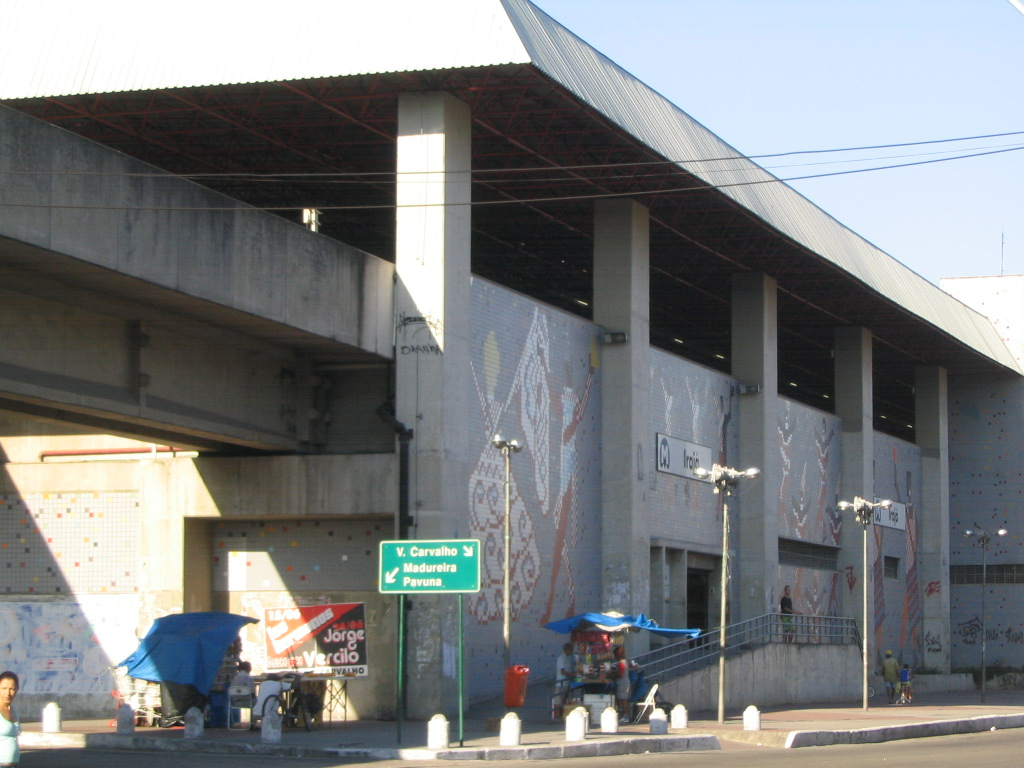
Estação de Metrô de Irajá

Até o século XVI, a região era ocupada pelos índios tupinambás. Nesse século, houve a conquista portuguesa da região e a sua divisão em sesmarias. O bairro teve origem na maior sesmaria do Rio de Janeiro, que ia de Benfica, passando por Anchieta, até Campo Grande. Ela foi recebida por Antônio de França em 1568, que, nela, fundou o engenho de Nossa Senhora da Ajuda. Um dos primeiros proprietários de terra da região foi o reverendo Antônio Martins Loureiro, fundador da igreja da Candelária. Ele as recebeu em 2 de abril de 1613. Por sua vez, Gaspar da Costa, em 1613, foi responsável pela construção da capela barroca de Irajá.
O filho de Gaspar, em 30 de dezembro de 1644, instituiu a paróquia Nossa Senhora da Apresentação de Irajá e, posteriormente, foi seu primeiro vigário. A paróquia veio a se tornar a igreja Matriz do bairro, confirmada por alvará de dom João IV em 10 de fevereiro de 1647. Em 1625, o chamado campo de Irajá foi devidamente reconhecido como pertencente à câmara municipal.
Durante o século XVII, Irajá foi um centro de abastecimento importante de alimentos e de material de construção. O que pode ser considerado como tradição do mercado local por ele ter abrigado, por vários anos, a fábrica de cimento branco Irajazinho e a Central de Abastecimento do Rio de Janeiro, importante ponto de venda de gêneros alimentícios. Em 1775, havia treze engenhos na região, todos com mão de obra escrava. Como outras sesmarias, a de Irajá foi desmembrada, moldando o mapa da cidade que hoje conhecemos. Atualmente, o bairro é, essencialmente, um bairro residencial. As famílias tradicionais do Irajá são: Bral, Campos, Eleutério, Gamas, Borges, Matos, Tavares e Esteves.[carece de fontes?]

### Cronologia simplificada
- 1644 – Criada a freguesia de Nossa Senhora da Apresentação de Irajá (padre Antonio de Marins Loureiro);
- 1647 – Padre Gaspar da Costa foi indicado como o primeiro vigário da freguesia;
- 1883 – Inauguração da estação de Irajá da Estrada de Ferro Rio d'Ouro;
- 1895 – Fundado o cemitério municipal de Irajá;
- 1911 – Inaugurada a linha de bonde, puxado a burros, Madureira-Irajá;
- 1912 – Fundado o Irajá Atlético Clube;
- 1924 – Início do loteamento dos terrenos da Sociedade Condomínio Irajá
- 1926 – Desmembramento de Realengo e Madureira do distrito municipal de Irajá;
- 1928 – fundada, em 13 de maio de 1928, a igreja Metodista de Irajá (primeira igreja protestante do bairro);
- 1934 - Fundação  da Primeira Igreja Batista de Irajá;
- 1936 – Inaugurada a escola municipal Mato Grosso;
- 1941 – Inaugurado o Cine Irajá;
- 1962 – Criada a XIV Região Administrativa;
- 1967 – Fundado o Grêmio Recreativo Bloco Carnavalesco Boêmios de Irajá;
- 1998 – Inaugurada a atual estação Irajá do Metrô (no antigo leito da Estrada de Ferro Rio d'Ouro);
- 2001 – Fundação do Clube do Del Rey;
- 2003 – Fundação do Irajax Futebol Clube;
- 2010 - Fundação do Moto Grupo Fantasma de Irajá - O espírito que anda; Condomínio Villaggio localizado na estrada da Água Grande, 221 e esquina com Hannibal Porto
- 2011 - Inauguração do Via Brasil Shopping.

## Brasão
O brasão da região administrativa de Irajá é composto de:
- Cinco torres douradas, refere-se à categoria capital.
- Dois golfinhos – indicam que Irajá está localizado numa região marítima.
- Abelha [campo superior esquerdo] – dá o significado de denominação local.
- Campo superior Direito – Igreja de Nossa Senhora da Apresentação de Irajá, dando a definição de ser um povoado católico em sua maioria.
- Campo inferior esquerdo – brasão de armas do bispo Conde de Irajá.
- Campo inferior direito – escudo português – descobridores e colonizadores.

## Geografia

### Estrutura administrativa
O bairro de Irajá é sede da região administrativa de Irajá, compreendendo os bairros de Irajá, Vila Kosmos, Vicente de Carvalho, Vila da Penha, Vista Alegre e Colégio. A região administrativa, por sua vez, está subordinada à subprefeitura da Zona Norte.

### Educação
- Unidades escolares públicas municipais (2003): 27
- Unidades escolares públicas estaduais (2002): 7
- Universidades privadas (2025): 3

### Produtos e serviços
Como bairro residencial, o mesmo conta com muitos serviços visando ao mercado local:
- Shopping Via Brasil;
- Supermercados e Hipermercados de grande porte (Guanabara, Mundial, Redeconomia, Extra, entre outros);
- Muitas redes de fast foods (Subway, McDonald's, Habib's, entre outros);
- O bairro conta com um grande número de lojas de automóveis, a maioria localizadas na avenida Monsenhor Félix;
- Diversos cursos de idiomas;
- Um número considerável de padarias e drogarias, autoescolas e lojas de hortifrúti;
- Hospitais e postos de saúde, Clinica da Família, com destaque ao hospital municipal Francisco Silva Telles ou PAM de Irajá, na praça Nossa Senhora da Apresentação;
- Posto da Oi;
- Agências dos Correios
  - Rua Hanníbal Porto, 450 (no prédio da Telemar);
  - Rua Marquês de Aracati, 51 -  Estrada da Água Grande
  - Rua Itapera, 500 (no Via Brasil Shopping)
- Agências dos principais bancos brasileiros.

Há, ainda, produtos e serviços que servem o município em geral:
- Posto de vistoria do Departamento Estadual de Trânsito - Shopping Via Brasil (no sentido Centro-Zona Norte)
- Central de Abastecimento do Rio de Janeiro - Avenida Brasil, número 19 001 (no sentido Zona Norte-Centro).
- Posto do Instituto Nacional do Seguro Social - Avenida Brasil, 17 673
- Possui um cemitério localizado atrás da Igreja de Nossa Senhora da Apresentação (a igreja mais antiga do município).[6]

### Transportes
Pode-se chegar ao bairro através da Linha 2 do Metrô, na Avenida Pastor Martin Luther King Júnior. A Estação de Irajá, aberta em 1883 pela E. F. Rio D’Ouro, era situada onde hoje fica a estação de metrô com o mesmo nome. No período entre essas estações, chegou a ser construído no local um prédio que durou por vários anos. Além disso o bairro possui bairros próximos com outros tipos de transporte como o BRT que passa em Vaz Lobo e Vicente de Carvalho e Trens da Supervia em Madureira (Ramal Japeri e Santa Cruz) e Parada de Lucas, Cordovil, Brás de Pina e Penha Circular (Ramal Saracuruna).
Inaugurada em setembro de 1998, com o processo de expansão do metrô para a Baixada Fluminense, a Estação Irajá foi construída no encontro das avenidas Pastor Martin Luter King Jr. e Monsenhor Félix, as mais importantes do bairro. É apontada como a futura estação de integração entre as linhas dois e seis do metrô.
Estação de Irajá: